# Neocrepidodera konstantinovi
Neocrepidodera konstantinovi es una especie de insecto coleóptero de la familia Chrysomelidae. Fue descrita científicamente en 2006 por Baselga.